# Gerhard Hecht (Boxer)
Gerhard Hecht (* 16. März 1923 in Berlin; † 22. Februar 2005 ebenda) war ein deutscher Profiboxer.

## Karriere
Gerhard Hecht gehörte zu den prägenden Boxern der ersten Nachkriegsjahre in Deutschland. Seine Profikarriere begann er 1947. Sein Manager war Bruno Müller und die Promoter, die die meisten seiner Kämpfe veranstalteten waren Joachim Göttert und Walter Englert. Am 2. April 1950 boxte er gegen Hans Stretz, gegen den er bei einem früheren Aufeinandertreffen im Jahre 1948 bereits durch K. o. verloren hatte, um die Deutsche Meisterschaft im Mittelgewicht unentschieden, Stretz verteidigte so seinen Titel. Nur knapp 1,5 Monate später, am 14. Mai 1950, ging es gegen Herbert Kleinwächter um die Deutsche Meisterschaft im Halbschwergewicht, aber auch dieser Kampf endete unentschieden.
Am 24. Juni 1951 trat Hecht in der Waldbühne Berlin gegen Sugar Ray Robinson an. Robinson wurde zunächst nach einem irregulären Treffer in der zweiten Runde disqualifiziert, was erst dessen zweite Niederlage in 131 Kämpfen gewesen wäre. Später wurde der Kampf allerdings in einen Kampf ohne Wertung umgewandelt.
Im November 1952 wurde Hecht nach einem Punktsieg über Willi Hoepner Deutscher Meister im Halbschwergewicht. 1954 gewann er durch einen Punktsieg über den französischen Titelverteidiger Jacques Hairabedian auch den Europameistertitel. Schon vorher hatte er am 10. Februar 1953 in Berlin ein bemerkenswertes Unentschieden gegen den Ex-Europameister im Schwergewicht, den Belgier Karel Sys, erreicht.
Beide Titel verlor er am 11. März 1955 wieder an Hoepner, konnte sie allerdings direkten Rückkampf drei Monate später wieder zurückerobern. Zusätzlich gewann er gegen Heinz Neuhaus in der Dortmunder Westfalenhalle auch den Deutschen Meistertitel im Schwergewicht, den er allerdings ein Jahr später auch wieder an Neuhaus verlor.
Im Jahr 1957 gelang ihm noch ein Punktsieg gegen den Niederländer Willy Schagen, anschließend verlor er allerdings seinen Deutsche Meistertitel an Hoepner, sowie den Europameistertitel an den Italiener Artenio Calzavara. 1958 beendete er schließlich seine Karriere.

## Titelkämpfe von Gerhard Hecht
| Datum      | Ort         | um den Titel von           | Gewichtsklasse | Ergebnis                                                              |
| 1.4.1950   | Berlin      | Deutschland                | Mittel         | Unentschieden gegen Hans Stretz, Erlangen                             |
| 14.5.1950  | Berlin      | Deutschland                | Halbschwer     | Unentschieden gegen Herbert Kleinwächter                              |
| 2.11.1951  | Hamburg     | Deutschland                | Halbschwer     | Punktniederlage nach 12 Runden gegen Willi Hoepner, Hamburg           |
| 21.11.1952 | Berlin      | Deutschland                | Halbschwer     | Punktsieg nach 12 Runden über Willi Hoepner                           |
| 16.5.1953  | Berlin      | Deutschland                | Halbschwer     | K.O.-Sieg in der 10. Runde über Hans Stretz                           |
| 9.4.1954   | Hamburg     | Europa (EBU)               | Halbschwer     | Punktsieg nach 15 Runden über Jacques Hairabedian, Frankreich         |
| 23.9.1954  | Hamburg     | Europa (EBU)               | Halbschwer     | Punktsieg nach 15 Runden über Wim Snoek, Niederlande                  |
| 11.3.1955  | Hamburg     | Europa (EBU) + Deutschland | Halbschwer     | Techn. K.O.-Niederlage in der 3. Runde gegen Willi Hoepner            |
| 12.6.1955  | Dortmund    | Europa (EBU) + Deutschland | Halbschwer     | K.O.-Sieg in der 13. Runde über Willi Hoepner                         |
| 6.11.1955  | Dortmund    | Deutschland                | Schwer         | Punktsieg nach 12 Runden über Heinz Neuhaus, Dortmund                 |
| 26.2.1956  | St. Nazaire | Europa (EBU)               | Halbschwer     | Punktsieg über Charles Colin, Frankreich                              |
| 17.11.1956 | Dortmund    | Deutschland                | Schwer         | Punktniederlage nach 12 Runden gegen Heinz Neuhaus                    |
| 12.7.1957  | Mailand     | Europa (EBU)               | Halbschwer     | Punktniederlage nach 15 Runden gegen Artenio Calzavara, Italien       |
| 20.9.1057  | Hamburg     | Deutschland                | Halbschwer     | Punktniederlage nach 12 Runden gegen Willi Hoepner                    |
| 21.11.1958 | Hamburg     | Deutschland                | Schwer         | Techn. K.O.-Niederlage in der 6. Runde gegen Albert Westphal, Hamburg |